# Ranopisoa rakotosonii
Ranopisoa rakotosonii är en flenörtsväxtart som först beskrevs av René Paul Raymond Capuron, och fick sitt nu gällande namn av J.-f.Leroy. Ranopisoa rakotosonii ingår i släktet Ranopisoa och familjen flenörtsväxter. Inga underarter finns listade i Catalogue of Life.